# Rybníky (district de Příbram)
Pour les articles homonymes, voir Rybníky.
Rybníky (en allemand : Ribnik) est une commune du district de Příbram, dans la région de Bohême-Centrale, en République tchèque. Sa population s'élevait à 447 habitants en 2020.

## Géographie
Rybníky se trouve à 4 km au sud-est de Dobříš, à 15,5 km au nord-est de Příbram et à 40 km au sud-ouest de Prague.
La commune est limitée par Stará Huť au nord, par Nový Knín à l'est, par Drhovy à l'est et au sud, par Daleké Dušníky au sud et à l'ouest, et par Svaté Pole à l'ouest.

## Histoire
La première mention écrite de la localité date de 1603.

## Administration
La commune se compose de deux quartiers :
- Budín
- Libice
- Rybníky

## Transports
Par la route, Rybníky se trouve à 4,7 km de Dobříš, à 21 km de Příbram et à 50 km de Prague.